# Är jag allen en främling här på jorden
Är jag allen en främling här på jorden ("Bin ich allein ein Fremdling auf der Erden") är en tysk botpsalm i femton verser som Jakob Arrhenius översatte till svenska och lät publicera i sin "Psalme-profwer" 1691.   
Enligt Högmarck (1736) är det tyska originalet Bin ich allein ein Fremdling författat av Johannes Rist.   Utan angivande av vem som bearbetat den svenska texten publicerades den med nio verser 1819. 1937 framgår av psalmboken att någon okänd tysk skrev originaltexten 1675 (möjligen Christoph Reusner) och att någon okänd upphovsman bearbetat texten 1816. Det är känt att psalmen först publicerades i Reusners utgåva "Gottselige Haus- und Kirchen-Andacht" från 1675, som var en skrift för den Tyska församlingen i Stockholm. Där anges signaturen R vara upphovsman och man antar att det kan vara Reusner själv, men R:et kan lika väl stå för poeten Rist, som levde 1607-1667, vilket Högmarck inte alls diskuterar vidare. 
Psalmen inleds 1695 med orden:
Är jagh alleen en främling här på jorden?
Är ingen meer så eländ som jagh worden?
Enligt 1697 års koralbok användes en melodi som användes till flera psalmer: Pris vare Gud, som min hand lärer strida (nr 105), Lova Gud i himmelshöjd (nr 112), O Store Gudh, min Fader och min HErre (nr 300), Lof, prijs och tack ske tigh (nr 302) och O Gud, som ej de spädas röst föraktar (nr 330).

## Publicerad i
- 1695 års psalmbok som nr 258 under rubriken "Boot-Psalmer".
- 1819 års psalmbok som nr 178 under rubriken "Nådens ordning: Omvändelsen: Behovet av Guds nåd vid känslan av bättringens ofullkomlighet och syndens bedrövliga välde".
- 1937 års psalmbok som nr 276 under rubriken "Bättring och omvändelse".